# Скидський Михайло Миколайович
Михайло Миколайович Скидський (1913–1989) — радянський партійний діяч, перший секретар Русько-Полянського районного комітету КПРС Омської області. Герой Соціалістичної Праці (1957).

## Біографія
Народився 13 березня 1913 року в місті Маріуполь.
М. М. Скидський розпочав свою трудову діяльність за спеціальністю слюсаря на Маріупольському заводі. Після проходження навчання в Азово-Чорноморському інституті механізації сільського господарства почав працювати на посадах — агронома та керуючого відділенням, пізніше був призначений агрономом радгоспу «Новоуральський» Таврійського району Омської області та був обраний директором радгоспу «Комуніст» Черлакського району Омської області.
Із 1953 до 1954 року працював на посаді голови Русько-Полянського районного виконавчого комітету Ради народних депутатів. Із 1954 року на партійній роботі був обраний першим секретарем Русько-Полянського районного комітету КПРС Омської області. Під керівництвом і за безпосередньої участі М. М. Скидського, Русько-Полянський район брав участь у освоєнні цілинних земель, перетворивши Руську Поляну на зразкове селище.
11 січня 1957 року Указом Президії Верховної Ради СРСР «за особливі заслуги в освоєнні цілинних і залежних земель, успішне проведення збирання врожаю і хлібозаготівель в 1956 році» Михайло Миколайович Скидський був удостоєний звання Героя Соціалістичної Праці з врученням Ордена Леніна та золотої медалі «Серп і Молот».
Згодом працював на посадах — завідувача відділу сільського господарства Омського обласного комітету КПРС, заступником начальника Омського обласного управління сільського господарства та на посаді — головного інспектора з якості хлібної промисловості Омської області. За трудові відзнаки був нагороджений медаллю «За трудову доблесть» та орденом Трудового Червоного Прапора .
Помер 19 лютого 1989 року, похований у Омську на Старо-Північному цвинтарі.

## Нагороди
- Медаль «Серп і Молот» (11.01.1957)
- Орден Леніна (11.01.1957)
- Орден Трудового Червоного Прапора
- Медаль «За трудову доблесть» (25.12.1959)